# Elisabeta (1887)
Elisabeta byl chráněný křižník rumunského námořnictva. Je to první a jediný křižník provozovaný rumunským námořnictvem. Ve službě byl v letech 1888–1916. Využíván byl zejména k výcviku. V roce 1916 byl odzbrojen a roku 1926 byl sešrotován.

## Stavba

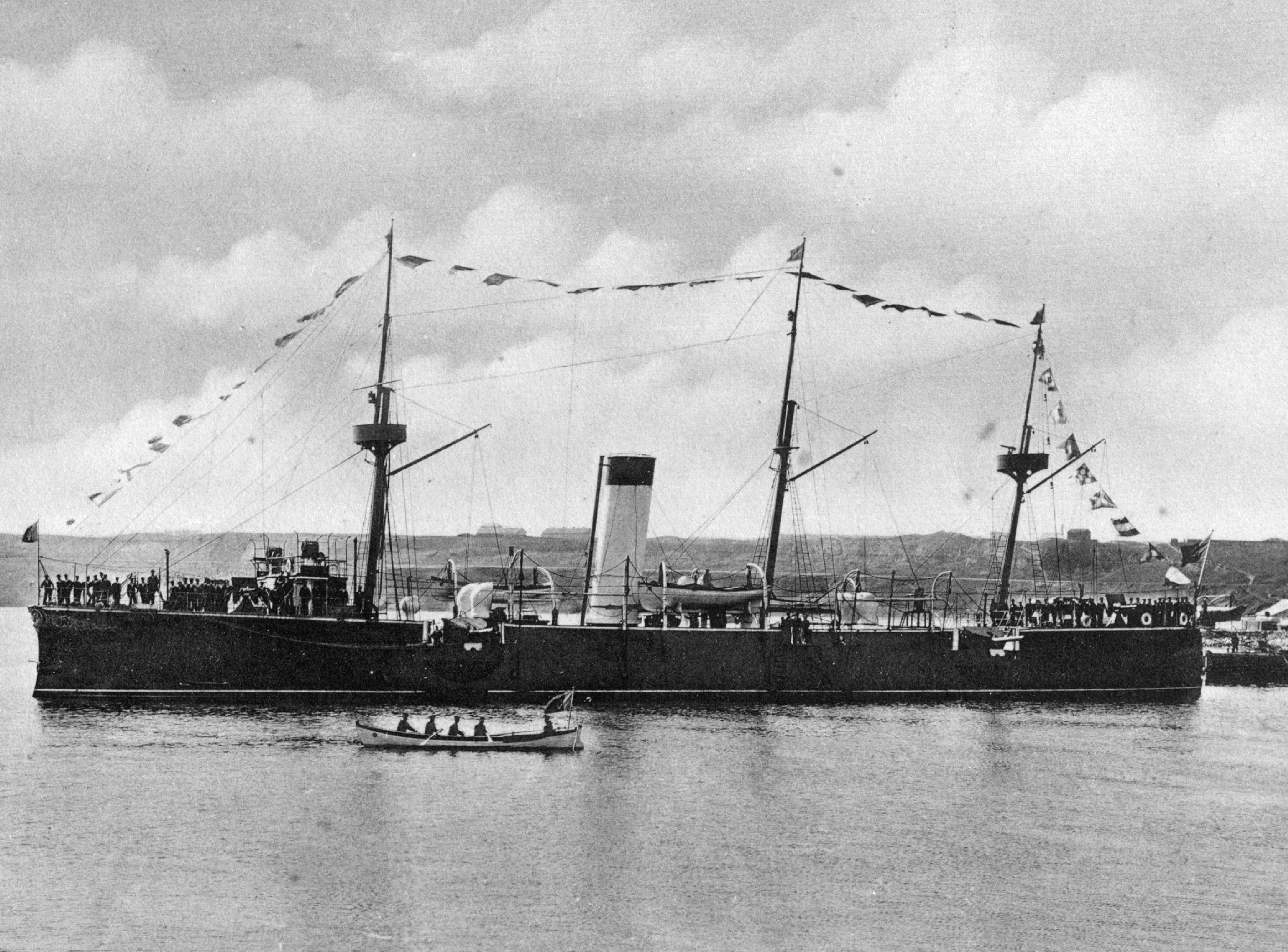
Elisabeta

Plavidlo postavila britská loděnice Armstrong Mitchell & Co. v Elswicku. Jeho kýl byl založen 17. května 1887 a na vodu bylo spuštěno 29. září 1887. Výzbroj byla instalována až v rumunském námořním arzenálu v Galați. Dne 10. září 1888 bylo přijato do služby.

## Konstrukce

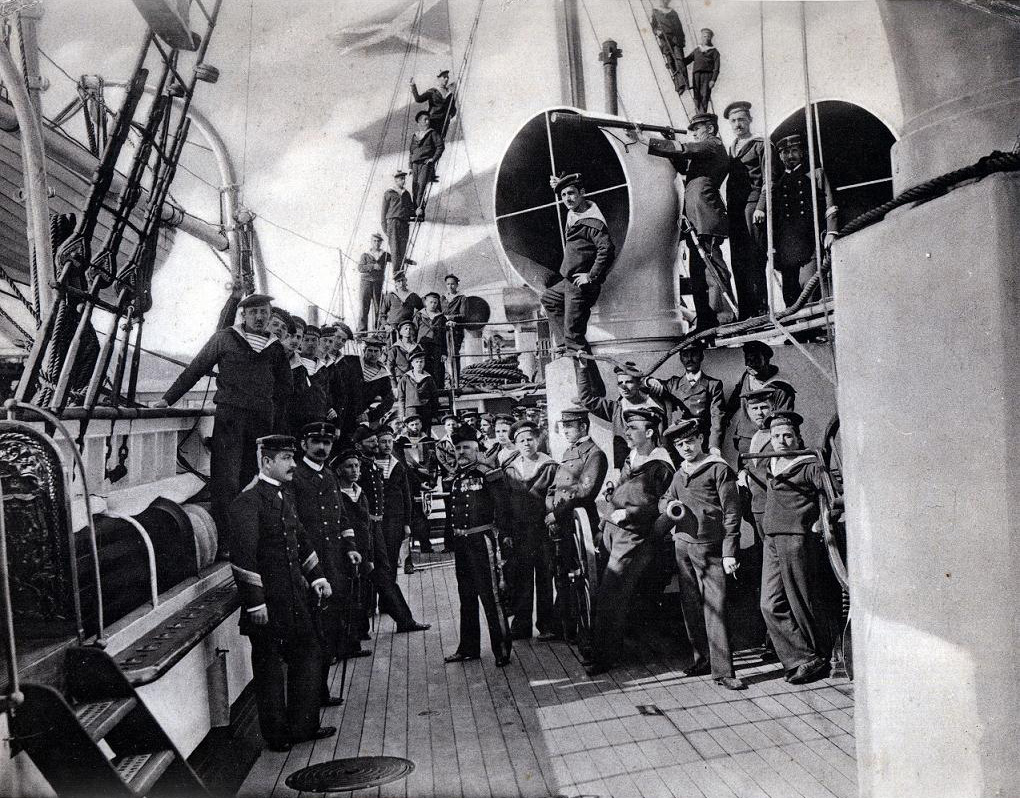
Posádka křižníku Elisabeta

Plavidlo chránila 43mm pancéřová paluba, zeslabená na koncích na 25 mm. Skloněné konce této paluby měly sílu 86 mm. Výzbroj tvořily čtyři 150mm kanóny Krupp, čtyři 57mm kanóny Nordenfeldt, čtyři 37mm kanóny Hotchkiss a čtyři 356mm torpédomety. Pohonný systém tvořily dva parní stroje s trojnásobnou expanzí o výkonu 4700 hp, pohánějící dva lodní šrouby. Nejvyšší rychlost dosahovala 17,3 uzlu.

### Modifikace
Roku 1904 loď prošla generálkou v Galați. V roce 1906 plavidlo dostalo novou výzbroj, kterou tvořily čtyři 120mm kanóny Saint-Chamond, čtyři 75mm kanóny Saint-Chamond a čtyři 356mm torpédomety. Po rumunském vstupu do první světové války roku 1916 byla výzbroj sejmuta a využita v pozemních dělostřeleckých bateriích.